# Associazione Calcio Stabia 1948-1949
Questa voce raccoglie le informazioni riguardanti l'Associazione Calcio Stabia nelle competizioni ufficiali della stagione 1948-1949.

## Stagione
Nella stagione 1948-1949 lo Stabia è giunto al 6º posto nel campionato di Serie C girone D. Nell'arco delle 34 giornate conquista 33 punti con 12 vittorie, 9 pareggi e 13 sconfitte.

## Rosa
| N. |                      | Ruolo | Calciatore        |
| -- | -------------------- | ----- | ----------------- |
|    | Italia (bandiera)    | A     | Enzo Bellini      |
|    | Italia (bandiera)    | A     | N. Benedicenti    |
|    | Italia (bandiera)    | A     | L. Cascone        |
|    | Italia (bandiera)    | A     | E. Celardo        |
|    | Italia (bandiera)    | D     | G. Di Bisceglie   |
|    | Italia (bandiera)    | A     | Gennaro Esposito  |
|    | Italia (bandiera)    | D     | Giovanni Greselin |
|    | Argentina (bandiera) | C     | G.C. Lopez        |

| N. |                   | Ruolo | Calciatore     |
| -- | ----------------- | ----- | -------------- |
|    | Italia (bandiera) | C     | Andrea Nespolo |
|    | Italia (bandiera) | D     | Elio Palma     |
|    | Italia (bandiera) | C     | G. Piermatteo  |
|    | Italia (bandiera) | C     | M. Riconda     |
|    | Italia (bandiera) | A     | S. Rossi       |
|    | Italia (bandiera) | P     | C. Tavassi     |
|    | Italia (bandiera) | P     | A. Vetrò       |

## Risultati

### Serie C

#### Girone D

##### Girone di andata
| Castellammare di Stabia 3 ottobre 1948 1ª giornata | Stabia | 0 – 2 | Messina |  |

| Foggia 10 ottobre 1948 2ª giornata | Foggia             | 0 – 0 referto | Stabia | \| Arbitro: \| Di Pietro (Chieti) \| |
| Arbitro:                           | Di Pietro (Chieti) |               |        |                                      |

| Arbitro: | Toni (Roma) |

|                          |           |             |
| Nespolo 65’ Esposito 75’ | Marcatori | 27’ Pierini |

| 24 ottobre 1948 4ª giornata |  | – Turno di riposo |  |  |

| Crotone 31 ottobre 1948 5ª giornata | Crotone | 0 – 0 | Stabia |  |

| Castellammare di Stabia 4 novembre 1948 6ª giornata | Stabia | 1 – 1 | Igea Virtus |  |

| Arbitro: | Ponza (Taranto) |

|                           |           |             |
| Lucchesi 14’ Bergario 55’ | Marcatori | 80’ Bellini |

| Castellammare di Stabia 14 novembre 1948 8ª giornata | Stabia | 4 – 3 | Potenza |  |

| Benevento 21 novembre 1948 9ª giornata | Benevento | 2 – 0 | Stabia |  |

| Castellammare di Stabia 28 novembre 1948 10ª giornata | Stabia | 3 – 0 | Acireale |  |

| Arbitro: | Occhinegro (Taranto) |

|            |           |                       |
| Goraci 61’ | Marcatori | 23’ Rossi 87’ Nespolo |

| Castellammare di Stabia 12 dicembre 1948 12ª giornata | Stabia | 0 – 0 | Drepanum |  |

| Castellammare di Stabia 19 dicembre 1948 13ª giornata | Stabia | 1 – 1 | Arsenale Messina |  |

| Catania 26 dicembre 1948 14ª giornata | Catania | 1 – 0 | Stabia |  |

| Arbitro: | Occhinegro (Taranto) |

|                                      |           |                 |
| Traversa 21’ Andriani 33’ Audano 83’ | Marcatori | 52’ Benedicenti |

| Arbitro: | Caputi (Molfetta) |

|                 |           |            |
| Benedicenti 49’ | Marcatori | 62’ Morgia |

| Arbitro: | Calizza (Roma) |

|  |           |                       |
|  | Marcatori | 23’ Lopez 56’ Nespolo |

| Arbitro: | Santarelli (Chieti) |

|            |           |               |
| Celardo 7’ | Marcatori | 51’ Buonaiuto |

| 30 gennaio 1949 19ª giornata |  | – Turno di riposo |  |  |

##### Girone di ritorno
| Messina 6 febbraio 1949 20ª giornata | Messina | 4 – 1 referto | Stabia |  |

| Castellammare di Stabia 13 febbraio 1949 21ª giornata | Stabia | 3 – 0 referto | Foggia |  |

| Brindisi 20 febbraio 1949 22ª giornata | Brindisi | 3 – 2 referto | Stabia |  |

| 6 marzo 1949 23ª giornata |  | – Turno di riposo |  |  |

| Castellammare di Stabia 13 marzo 1949 24ª giornata | Stabia | 2 – 0 referto | Crotone |  |

| Barcellona Pozzo di Gotto 20 marzo 1949 25ª giornata | Igea Virtus | 2 – 0 | Stabia |  |

| Castellammare di Stabia 27 marzo 1949 26ª giornata | Stabia | 0 – 1 referto | Reggina |  |

| Potenza 3 aprile 1949 27ª giornata | Potenza | 0 – 2 referto | Stabia |  |

| Castellammare di Stabia 10 aprile 1949 28ª giornata | Stabia | 1 – 0 | Benevento |  |

| Acireale 17 aprile 1949 29ª giornata | Acireale | 2 – 1 | Stabia |  |

| Castellammare di Stabia 24 aprile 1949 30ª giornata | Stabia | 2 – 2 referto | Cosenza |  |

| Trapani 1 maggio 1949 31ª giornata | Drepanum | 3 – 0 | Stabia |  |

| Messina 8 maggio 1949 32ª giornata | Arsenale Messina | 1 – 1 referto | Stabia |  |

| Castellammare di Stabia 15 maggio 1949 33ª giornata | Stabia | 1 – 0 referto | Catania |  |

| Castellammare di Stabia 22 maggio 1949 34ª giornata | Stabia | 2 – 1 referto | Catanzaro |  |

| Avellino 29 maggio 1949 35ª giornata | Avellino | 3 – 0 referto | Stabia |  |

| Castellammare di Stabia 5 giugno 1949 36ª giornata | Stabia | 2 – 1 | Torrese |  |

| Nocera Inferiore 12 giugno 1949 37ª giornata | Nocerina | 9 – 1 | Stabia |  |

| 19 giugno 1949 38ª giornata |  | – Turno di riposo |  |  |